# Духан, Григорий Абрамович
Григорий Абрамович Духан (25 сентября (7) октября 1897 — 20 сентября 1945) — советский белорусский организатор здравоохранения.

## Биография
Духан родился в Витебске в семье служащего. Во время Первой мировой войны с 1917 по 1919 год заведовал изоляционно-приёмным пунктом Общества Красного Креста и Красного Полумесяца на Западном фронте; затем до 1921 года руководил эвакуационным пунктом Красной Армии на Западном фронте.
Окончил медицинский факультет Белорусского государственного университета (1925). После учёбы два года работал старшим инспектором Наркамздрава БССР. В 1928 году Наркомздрав БССР отправлял его для повышения квалификации в Берлин, там он опубликовал 3 научные работы. В 1929—1938 годах он был старшим научным сотрудником сектора организации охраны здоровья Института организации здравоохранения и социальной гигиены. В 1933—1939 годах работал главным врачом центральной рабочей поликлиники; затем заведовал Минским городским отделом здравоохранения (1939—1940); после чего стал главным врачом центральной детской поликлиники в Минске (1940—1941).
Во время Великой Отечественной войны был главным врачом единого диспансера в Саратове (1941); заведовал городским отделом здравоохранения во Фрунзе (1941—1944). Затем он был главным врачом центральной поликлиники в Минске (1944—1945), в 1945 году одновременно исполнял обязанности заведующего кафедрой организации здравоохранения Минского медицинского института.
Тематику научных трудов составляли проблемы организации профилактики и лечения распространённых в Белоруссии грибковых и других заболеваний кожи и её придатков. Написал научно-популярную брошюру «Пapxi, як ix лячыць i як ад ix усцерагчыся», 1929. В 1930 году работа об использовании таллия в борьбе с грибковыми заболеваниями волос в БССР вышла в Париже. Исследовал организацию родовспоможения в республике («Родильная помощь в БССР», с соавт., 1936). Соавтор книги «Ахова здароуя у БССР да XV з’езда КП(б)Б. (Дыяграмы)», 1934. Итого написал больше 10 научных работ.
Помимо медицины, в 1939 году Духан был депутатом, членом исполкома Минского городского Совета. Награждён орденом «Отличнику здравоохранения СССР» (1945).
Сын Григория Духана, Абрам, впоследствии стал архитектором.

## Труды
- «О применении таллия для эпиляции в борьбе с грибковыми заболеваниями волос», 1928
- «Пapxi, як ix лячыць i як ад ix усцерагчыся», 1929
- «Грыбковыя хваробы скуры i арганізацыя барацьбы з iмi», 1932